# محمد الطاهر الفرقاني
محمد الطاهر الفرقاني (9 مايو 1928 في قسنطينة - 7 ديسمبر 2016 في باريس)، مغني وملحن وموسيقار جزائري، سلطان المالوف القسنطيني. يُعتبر عميد الموسيقي الأندلسية المعروفة باسم المالوف.
ويعتبر ابنه سليم الفرقاني خليفته من ناحية الحفظ لكنه يعترف بقدرات الفنان جمال بن سمار ورئيس جوق أندلسيا للفنون الغنائية في الناحية التقنية البحثة.

## مسيرته الفنية
ينحدر «محمد الطاهر الفرقاني» من أسرة فنية، حيث كان والده الشيخ حمو مطربا معروفا وملحنا وعازفا في طبع الحوزي، وبدأ محمد الطاهر بامتهان الطرز الفني الشائع في مسقط رأسه قسنطينة، قبل أن يقتفي خطوات أبيه، بداية من سن الثامنة عشر، ليهب حياته للموسيقى. استهل الفنان مشواره بالعزف على الناي، قبل أن ينضم إلى جمعية «طلوع الفجر»، ليتعلم فيها مبادئ الطرب الشرقي، فكان يؤدي بفضل صوته الدافئ والقوي قصائد «أم كلثوم» و«محمد عبد الوهاب» ببراعة فائقة. وفي 1951 بعنابة، حاز على الجائزة الأولى في مسابقة موسيقية، ليسجل بعدها ألبومه الأول، فارضا نفسه به كمطرب شعبي وأستاذ في طبع المالوف. ويعترف اليوم بالحاج «محمد الطاهر فرقاني» كمعلم من معالم المالوف، بفضل أدائه الخارق، حيث يتميز بفضل صوته حسب المختصين «بقدرته على أداء أغانيه على أربعة مجموعات من ثماني وحدات (أوكتاف)»، وعلى «أدائه الأغاني التقليدية بطريقة متزنة، يسحر بها جمهوره الواسع والعريض».   ويتميز الحاج «الطاهر» بحسه الموسيقي المرهف، وعبقريته الفريدة في الارتجال وثراء أسلوبه، وإبداعه في العزف على الكمان، مما نصبه مدرسة في فن المالوف لأكثر من نصف قرن، يسعى كل من ابنيه «مراد» و«سليم» إلى ضمان استمراريتها. وقد حصد «الحاج فرقاني» العديد من الجوائز، وحظي بالتشريف على الصعيدين الوطني والدولي، ويبقى يمثل إحدى أعظم مرجعيات الموسيقى الجزائرية الأصيلة.

## التجربة الفنية
بدأ الفرقاني مشواره الفني بالتدرب على آلة «الفلوت» وهو في سن السادسة، ثم بالعزف على الناي، وانجذب في البداية إلى الفن الشرقي الذي تعلم أصوله أثناء التحاقه بجمعية «طلوع الفجر»، حيث كان يؤدي قصائد فنانين كبار، مثل أم كلثوم ومحمد عبد الوهاب.
ثم غير الفنان الجزائري طابعه واتجه نحو المالوف الذي يعد أحد مشتقات الموسيقى الأندلسية العريقة والمشهور في قسنطينة، وكان له أستاذة مثل الشيخ حسونة والشيخ بابا عبيد، وتتلمذ الاثنان على يد والده حمو فرقاني.
واستطاع الفرقاني أن يفرض نفسه في فن المالوف بسبب صوته الاستثنائي الذي يقول المختصون إنه يتميز بقدرة على أداء الأغاني على أربع مجموعات من ثماني وحدات (أوكتاف)، كما أنه يؤدي الأغاني التقليدية بطريقة متزنة، ويتميز بحسه الموسيقي المرهف، وبإبداعه في العزف على الكمان، مما جعله مدرسة في فن المالوف لأكثر من نصف قرن.
ولا يخف الفرقاني أن الطابع الفني القسنطيني (نسبة لقسنطينة) مقترن باسم الفرقاني، وأن مدرسة الفرقاني هي التي ساهمت في وضع أسس المالوف وتقديمه وإبرازه بالشكل المتعارف عليه حاليا، وذلك حسب ما جاء في حوار له لصحيفة جزائرية.
تلك المدرسة التي يرى الفرقاني -بحسب حواره- أنه حافظ عليها من خلال خمسين تسجيل أسطوانة تعد باكورة الأعمال التي أداها في سنين خلت، كما أن حفيده عدلان الفرقاني يعتبر من أهم الأصوات التي اعتمد عليها في نقل وحفظ أصول الغناء الفرقاني.
وانتقد الفرقاني من سماهم محرفي المالوف عن الساحة الفنية لأن محاولاتهم لتجديد الموسيقى القسنطينية هي بمثابة تشويه لتراث كبير وتعكير للروح الصافية التي تميز المالوف من ناحية القصائد المغناة والآلات التي تعزف أجمل الألحان.
ويرى أن نجاح أي فنان ومؤد لأغاني المالوف مرتبط بمدى قدرته على التذوق الفني واستشعار أجواء الموسيقى وغرامها، فالاستماع إلى هذا الفن هو الطريق للغوص في خباياه واكتشاف أسراره.
كما عاب الفرقاني على مغني الموجة الجديدة من الراي استعمالهم الكلام غير النظيف، وعلق على ذلك بالقول «إن الراي الذي لا يملك حتى رأي نحن لا نحتاجه».

## وفاته
توفي عميد فن المالوف محمد الطاهر الفرقاني، بعد صراع مع المرض عن عمر يناهز 88 عاما، بإحدى مستشفيات العاصمة الفرنسية باريس. وكان الفرقاني قد تنقل إلى باريس منذ 6 أشهر للعلاج من وعكة صحية أصابته، وعاد خلال الأيام الأخيرة إلى الجزائر، إلا أن حالته ازدادت سوءً، لينقل على جناح السرعة مرة أخرى إلى باريس، يوم السابع من ديسمبر 2016.
وقد وصل جثمانه إلى الجزائر في طائرة خاصة للقوات الجوية الجزائرية، وشيع جنازته مئات القسنطينيين، بعد صلاة الجمعة في 09 ديسمبر 2016 ودفن بالمقبرة المركزية، ولم تتحمل ساحة المقبرة أعداد المشيعين بحضور الوزير الأول عبد المالك سلال ووزير الثقافة عز الدين ميهوبي وسلطات الولاية المدنية والعسكرية في جو مهيب.